# Ана Алькасар
Ана Алькасар (ісп. Ana Alcázar; нар. 8 червня 1979) — колишня іспанська тенісистка.
Найвищу одиночну позицію світового рейтингу — 119 місце досягла 8 червня 1998, парну — 252 місце — 16 лютого 1998 року.
Здобула 6 одиночних титулів туру ITF.
Завершила кар'єру 1999 року.

## Фінали ITF

### Фінали в одиночному розряді (6–2)
| турніри $100,000 |
| турніри $75,000  |
| турніри $50,000  |
| турніри $25,000  |
| турніри $10,000  |

| Результат | Ранг | Дата            | Турнір               | Покриття | Суперниця      | Рахунок       |
| --------- | ---- | --------------- | -------------------- | -------- | -------------- | ------------- |
| Перемога  | 1.   | 04 квітня 1994  | Мурсія, Іспанія      | Ґрунт    | Хісела Рієра   | 6–3, 6–3      |
| Перемога  | 2.   | 17 квітня 1995  | Мурсія, Іспанія      | Ґрунт    | Амелі Кокто    | 6–0, 6–1      |
| Поразка   | 1.   | 27 травня 1996  | Барселона, Іспанія   | Ґрунт    | Зіна Шрайбер   | 3–6, 2–6      |
| Поразка   | 2.   | 5 серпня 1996   | Будапешт, Угорщина   | Ґрунт    | Барбара Мулей  | 6–2, 4–6, 1–6 |
| Перемога  | 3.   | 30 вересня 1996 | Льєйда, Іспанія      | Ґрунт    | Ева Бес        | 6–3, 1–6, 6–2 |
| Перемога  | 4.   | 30 червня 1997  | Файгінген, Німеччина | Ґрунт    | Сандра Клезель | 6–3, 6–4      |
| Перемога  | 5.   | 15 вересня 1997 | Софія, Болгарія      | Ґрунт    | Павліна Нола   | 2–6, 6–3, 6–1 |
| Перемога  | 6.   | 29 вересня 1997 | Оточець, Словенія    | Ґрунт    | Барбара Шварц  | 6–3, 6–2      |

### Фінали в парному розряді (0–2)
| турніри $100,000 |
| турніри $75,000  |
| турніри $50,000  |
| турніри $25,000  |
| турніри $10,000  |

| Результат | Ранг | Дата           | Турнір          | Покриття | Партнерка                  | Суперниці                                 | Рахунок                 |
| Поразка   | 1.   | 25 квітня 1994 | Льєйда, Іспанія | Ґрунт    | Роса Марія Андрес Родрігес | Роса Марія Перес Валентіна Соларі         | 7–6(7–5), 6–7(4–7), 5–7 |
| Поразка   | 2.   | 1 вересня 1997 | Сполето, Італія | Ґрунт    | Ева Бес                    | Катержина Крупова-Шишкова Яна Поспішилова | 1–6, 0–6                |